# Cleator Moor
Pour les articles homonymes, voir Cleator (homonymie).
Cleator Moor est une ville dans l'ouest de Cumbria, au Royaume-Uni. 
Sa population était de 6 936 habitants en 2011.